# Колон-Лопес, Раймон
Раймон Колон-Лопес (род. 21 октября 1971) — бывший самый высокопоставленный унтер-офицер ВВС США в отставке, бывший параспасатель, с 13 декабря, 2019 г. по 2 ноября 2023 года занимал пост (4-й) старшего военного советника председателя Объединённого комитета начальников штабов. В своей роли Колон-Лопес является самым высокопоставленным унтер-офицером ВС США. В 2007 году он был единственным американцем латиноамериканского происхождения среди первых шести лётчиков, награждённых недавно созданной медалью за боевые действия ВВС. С сентября 2016 по ноябрь 2019 года он служил в штабе Африканского командования США.